# マタティア

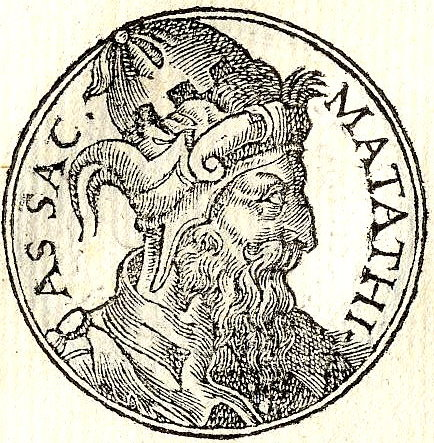
マタティア、ギヨーム・ルイエの『プロンプトゥアリ・イコヌム・インシギオルム（Promptuarii Iconum Insigniorum ）』より。

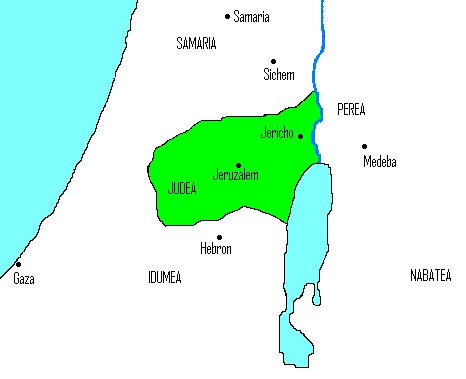
マカバイ戦争開始後のユダヤ

マタティア、またはマタティアス（ヘブライ語：מַתִּתְיָהוּ,Mattathias Maccabaeus, Matitiyahu,  ? - 紀元前166年）はマカバイ戦争においてユダヤ人を指導した祭司。マタティアとその息子たちはセレウコス朝からの独立戦争を戦い、ハスモン朝の基礎を築いた。

## 生涯
マカバイ記1の記述によれば、ヨアリブの子孫である祭司シメオンの子、ヨハネの子であるマタティアは、モディンという小さな村にいた。紀元前167年、当時ユダヤ人を支配していたセレウコス朝シリアの王アンティオコス4世エピファネスは、ゼウス崇拝を国内全土で執り行う事を決定し、ユダヤ人の神聖な場所エルサレム神殿にて異教の捧げ物・祭儀を行なった。従わないユダヤ教に対する迫害を強化したために、殉教者が続出した。
モディンにもシリアの役人が派遣され、マタティアに犠牲を捧げるよう命じた。マタティアはこれを拒否し、同意して犠牲を捧げようとしたユダヤ人を殺害し、役人も斬った。マタティアは、｢契約を守り、律法に熱心な者はみな私に続け」と町中に呼ばわり、5人の息子、ヨハネ（別名ガディ）、シモン（別名タシ）、ユダ（別名マカバイ）、エレアザル（別名アウアラン）、ヨナタン（別名アッフス）と共に荒野に逃れて反乱を開始した。
シリア軍が安息日に攻撃をしかけたことで、逃げることを含め一切無抵抗のユダヤ人を殺害する事件が起こると、マタティアに協力するハシディーム派は律法の解釈を改め、「律法を厳守して安息日に一切戦わないというのは自分自身を敵に回す行為である」と安息日でも抵抗（敵が攻撃してきた場合の応戦）することを許可した。
紀元前166年、反乱が拡大する中でマタティアは病死し、後継者にユダを指名した。ユダはエルサレム神殿を奪回して、献納の祭り（ハヌカー）を設定する事となる。